# Trumbo (filme)
Trumbo é um filme estadunidense de drama biográfico de 2015 dirigido por Jay Roach e escrito por John McNamara. Segue a história do renomado roteirista Dalton Trumbo, que teve enorme destaque em Hollywood e foi estrelado por Bryan Cranston, Diane Lane, Helen Mirren, Louis C.K., Elle Fanning, John Goodman e Michael Stuhlbarg. Indicado ao Oscar 2016 na categoria de melhor ator.

## Elenco
- Bryan Cranston - Dalton Trumbo
- Diane Lane - Cleo Fincher Trumbo
- Helen Mirren - Hedda Hopper
- Louis C.K. - Arlen Hird[6]
- Elle Fanning - Nikola Trumbo
- John Goodman - Frank King
- Michael Stuhlbarg - Edward G. Robinson
- Alan Tudyk - Ian McLellan Hunter
- Adewale Akinnuoye-Agbaje - Virgil Brooks
- Dean O'Gorman - Kirk Douglas
- Stephen Root - Hymie King
- Roger Bart - Buddy Ross
- David James Elliott - John Wayne
- Peter Mackenzie - Robert Kenny
- John Getz - Sam Wood
- Christian Berkel - Otto Preminger
- Billy Slaughter - Repórter
- Richard Portnow - Louis B. Mayer
- Sean Bridgers - Jeff Krandall

## Sinopse
Durante a década de 1940, Dalton Trumbo é um roteirista de cinema cujo talento o coloca na elite de Hollywood. Contudo, sua atividade como membro do Partido Comunista dos Estados Unidos o levam a ser desprezado por figuras anticomunistas influentes do meio, tais como a colunista de fofocas Hedda Hopper e o ator John Wayne.
Trumbo acaba sendo notificado para depor no Comitê de Atividades Antiamericanas do Congresso, juntamente com outros amigos roteiristas, que ficaram conhecido como "Os Dez de Hollywood", acusados de fazer propaganda comunista em filmes. Eles se recusam a depor, confiando que a maioria liberal da Suprema Corte derrubará as condenações por "desacato" com base na liberdade de expressão garantida na Primeira Emenda da Constituição. O amigo de Trumbo, o ator Edward G. Robinson, apoia a causa e vende a pintura Retrato de Père Tanguy para conseguir dinheiro para pagar as despesas legais do processo. A inesperada morte do juiz Wiley Rutledge arruína os planos de Trumbo de apelar às instâncias superiores. Em 1950, ele é levada à prisão no Instituto Federal Correcional de Ashland, no Kentucky.
Com a expansão da lista negra de Hollywood, Trumbo e seus companheiros são abandonados por Robinson e pelo produtor Buddy Ross - que os haviam ajudado mas agora tentavam proteger as respectivas carreiras. Trumbo é libertado da cadeia mas continua sem poder trabalhar, já que permanecia na lista negra, e enfrenta dificuldades para manter a própria família. Ele vende sua idílica propriedade à beira de um lago e se muda para uma casa na cidade, o que resolveria temporariamente o problema. Decide então continuar a escrever ou reescrever roteiros, sob pseudônimo, para a King Brothers Productions, especializada em filmes B, de baixo orçamento. O esquema tão bem-sucedido que  logo Trumbo convidará outros roteiristas, seus antigos companheiros também impedidos de trabalhar, para dividir o trabalho de elaboração de roteiros para os irmãos King. Mas o ritmo estafante de trabalho de Trumbo causa tensões entre ele, a esposa Cleo e os filhos adolescentes, que também o ajudam na datilografia e nas entregas. Cansado de contribuir para produções medíocres, Trumbo resolve escreve um roteiro de boa qualidade, que todavia não se enquadrava no padrão dos King. Propõe, então, um acordo ao amigo Ian McLellan Hunter, para que este assinasse o roteiro de Roman Holiday, em troca de uma parte do dinheiro recebido pelo trabalho. O roteiro acaba sendo premiado com o  Óscar. O filme dos King Brothers The Brave One de 1956, baseado numa história original de Trumbo, escrita sob pseudônimo, também ganha um Óscar que Trumbo não pôde receber. Nesse íntermim, seu amigo e companheiro da lista negra, Arlen Hird, morre, amargurado. Àquela altura, no meio cinematográfico, cria-se uma forte suspeita de que Trumbo atuava como escritor-fantasma, o que, evidentemene, ele não confirma. Aliados de Hedda Hopper tentam intimidar, sem sucesso, os Irmãos King, para que despeçam Trumbo.
Em 1960, o ator Kirk Douglas convida Trumbo para escrever o filme épico Spartacus, e o diretor Otto Preminger o chama para escrever o roteiro de Exodus. Trumbo dá uma entrevista confirmando que ele escreveu o roteiro de Brave One e ridiculariza a "lista negra". Em seguida, ambas as produções lhe dão os créditos, apesar das tentativas de Hopper de forçar Douglas a romper com o roteirista. Em 1960, a lista negra finalmente cai em descrédito, quando o presidente eleito John F. Kennedy elogia publicamente Spartacus. Com isso, Trumbo e outros proscritos do cinema são reabilitados e reiniciam suas carreiras. Dez anos depois, finalmente recebendo o reconhecimento de Hollywood, Trumbo faz um discurso, em tom reconciliatório, sobre como a Lista Negra vitimou  tanto aqueles que defenderam seus princípios, em prejuízo dos seus empregos, como aqueles que mantiveram seus empregos, em detrimento dos próprios princípios.

## Acurácia sobre Robinson
O filme mostra o ator Edward G. Robinson traindo ao amigo Dalton Trumbo e outros, delatando-os como comunistas em depoimentos ao Comitê das Atividades Anti-Americanas da Casa dos Representantes do Congresso. O ator testemunhou por quatro vezes e eventualmente confirmou que tinha sido usado por organizações comunistas mas nunca nomeou ninguém como tal, amigo ou inimigo. De acordo com a transcrição da audiência de 30 de abril de 1952, Robinson deu o seguinte depoimento: "Bem, você tem Albert Maltz, e você tem Dalton Trumbo, e você tem—o que o outro camarada, o camarada chefe que eles diziam ser o comissário ou o quê?", e após ser inquirido (pelo Senhor Walter), Robinson continuou: "Sim, John Howard Lawson. Eu sei sobre Frank Tuttle. Eu não sei sobre Dmytryk e o resto. Existia os Buchmans, que eu sei, Sidney Buchman e todo esse tipo de coisa. Nunca me ocorreu que qualquer dessas pessoas fossem comunistas". Seu depoimento é reencenado no filme, mas com alterações, incluindo alguns nomes e mudando a ordem. Por exemplo, em vez de John Howard Lawson, o personagem composto Arlen Hird é que é identificado como "comissário".